# Charles Alcock
Pour les articles homonymes, voir Alcock.
Charles Alcock, né le 2 décembre 1842 à Sunderland (Angleterre), mort le 26 février 1907 à Brighton (Angleterre), est un footballeur anglais, devenu un administrateur sportif influent dans les débuts de ce sport au XIXe siècle.

## Biographie
Charles Alcock fait ses études à Harrow School et évolue au poste d'attaquant à Wanderers Football Club et en équipe d'Angleterre.
Charles Alcock est l'instigateur de la toute première compétition de football au niveau mondial, la Coupe d'Angleterre de football, qu'il brandit en tant que capitaine de la première équipe victorieuse en 1872. Alcock marque un but lors de son unique sélection avec l'équipe d'Angleterre en 1875.

## Carrière
- 1859-1872 : Wanderers Football Club  [1]

## Palmarès

### En équipe nationale
- 1 sélection et 1 but avec l'équipe d'Angleterre en 1875.

### Avec Wanderers Football Club
- Vainqueur de la Coupe d'Angleterre de football en 1872.